# Castlebar
Castlebar (irl. Caisleán an Bharraigh) – miasto w położone zachodniej części Irlandii, w centrum hrabstwa Mayo. Jest przy tym największym miastem w tym hrabstwie oraz jego stolicą. W roku 2011 liczyło 10 826 mieszkańców.

## Historia
Nazwa miasta pochodzi od imienia normandzkiego podróżnika De Barrie, fundatora zamku z 1235 roku wybudowanego na terenie dzisiaj zajętym przez miasto. Zamek znajdował się w miejscu gdzie obecnie swój wylot ma ulica Castle Street, a samo miasto rozwinęło się jako osada skupiona wokół warowni. Sukcesywny rozwój miasta został uwieńczony w 1613 roku, przez nadanie praw miejskich przez Króla Jakuba I Stuarta. Niedługo po tym wydarzeniu, w roku 1641 Castlebar, w wyniku porażek poniesionych w ramach Irlandzkiej wojny konfederackiej, znalazło się pod władaniem angielskim. Od 1691 stało się również miejscem stacjonowania armii brytyjskiej. Do dziś, mimo częściowych zniszczeń w trakcie Irlandzkiej Wojny Domowej w latach 1922–1923, w mieście znajdują się baraki wojskowe z 1834 roku należące do wcześniej wspomnianych wojsk.

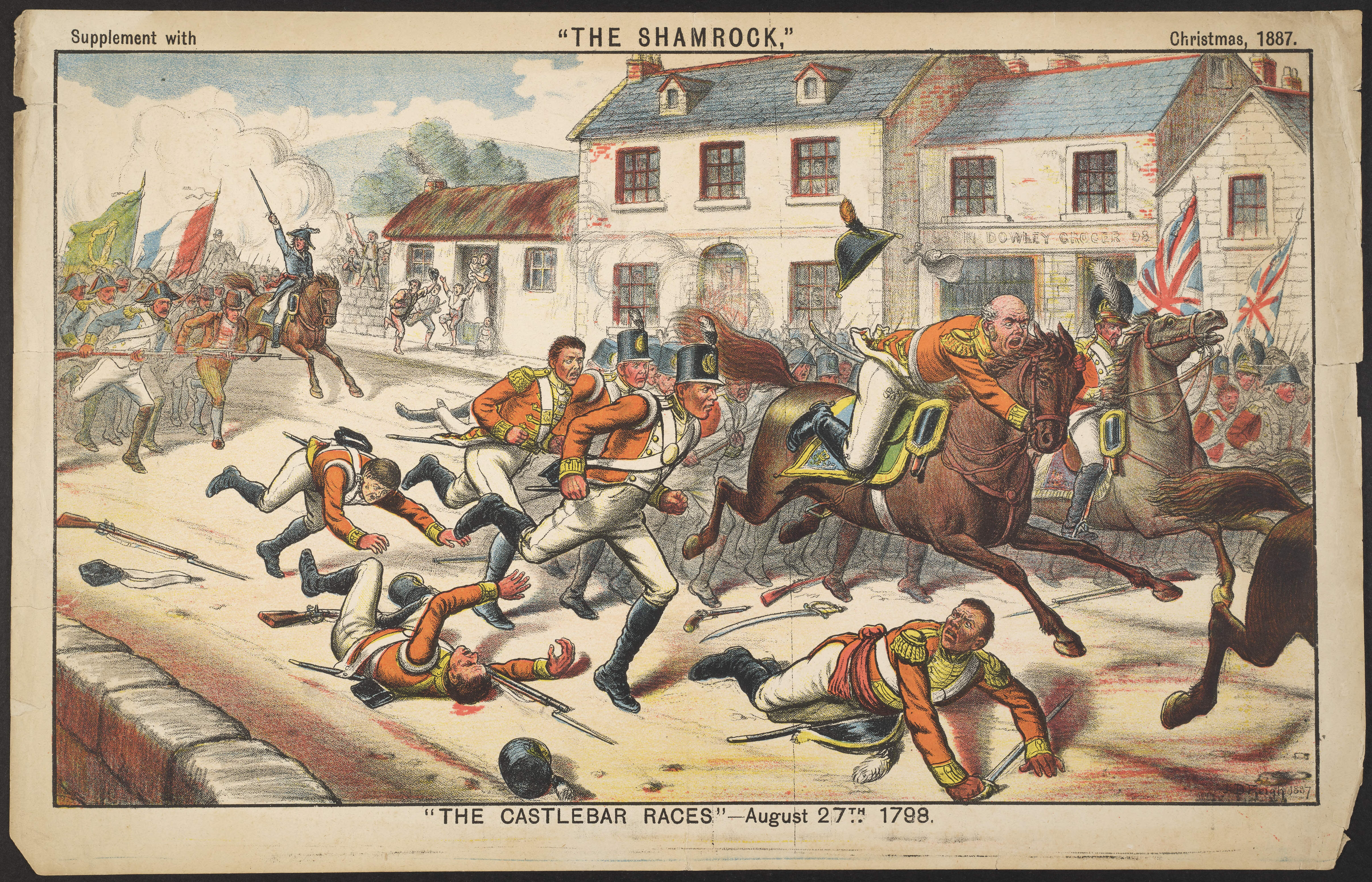
Bitwa o Castlebar w 1798 roku

Począwszy od roku 1790 w mieście na szeroką skalę rozwinął się przemysł lniany. Na jego potrzeby wybudowano Linen Hall, miejsce w którym magazynowano krosna i narzędzia, oraz nadzorowano sprawy finansowe. Budynek ten stoi w mieście do dziś, pełniąc funkcję centrum sztuki. Najważniejszym wydarzeniem w dziejach Castlebar była bitwa, która miała miejsce 27 sierpnia 1798 roku. Była ona jedną z ostatnich potyczek Rewolucji Irlandzkiej, a ze względu na swój specyficzny przebieg zyskała później miano „Wyścigu w Castlebar”. Obecnie miasto jest ważnym ośrodkiem administracyjnym, kulturowym, naukowym oraz usługowym w regionie.

## Kultura
Castlebar obfituje w różnego rodzaju wydarzenia kulturowe, o zasięgu tak lokalnym, jak i międzynarodowym. Wielość atrakcji wpływa pozytywnie zarówno na społeczność lokalną, jak i na atrakcyjność turystyczną samego miasta.

### Four Day International Walking Festival
Jedną z najbardziej popularnych imprez jest Four Day International Walking Festival. Historia tego przedsięwzięcia sięga roku 1967, a jej nadrzędnym celem jest propagowanie walorów przyrodniczych i turystycznych zachodniego wybrzeża Irlandii. W roku 2010 festiwal odbył się w dniach 1–4 lipca i przyciągnął turystów z 21 krajów.

### Castlebar Blues Festival
Kolejnym nie mniej ważnym dla promocji miasta wydarzeniem cyklicznym jest Castlebar Blues Festival. W jego ramach w kilkunastu punktach w mieście odbywa się kilkadziesiąt koncertów bluesowych wykonawców. Jest to najdłużej działający festiwal muzyki bluesowej na terenie Irlandii. W roku 2010 odbył się on po raz osiemnasty.

### The Museum of Country Life
Na terenie miasta od 2001 roku funkcjonuje Museum of Country Life. Jest to jedyny oddział muzeum narodowego Irlandii poza Dublinem. W muzeum znajduje się część wystawowa, pokoje edukacyjne, oraz laboratorium konserwatorskie. Część pomieszczeń takich jak restauracja, biblioteka czy księgarnia zlokalizowane są w obiekcie parkowo-dworskim z 1865 roku – Victorian Turlough Park House.

### Centrum Sztuki Linenhall

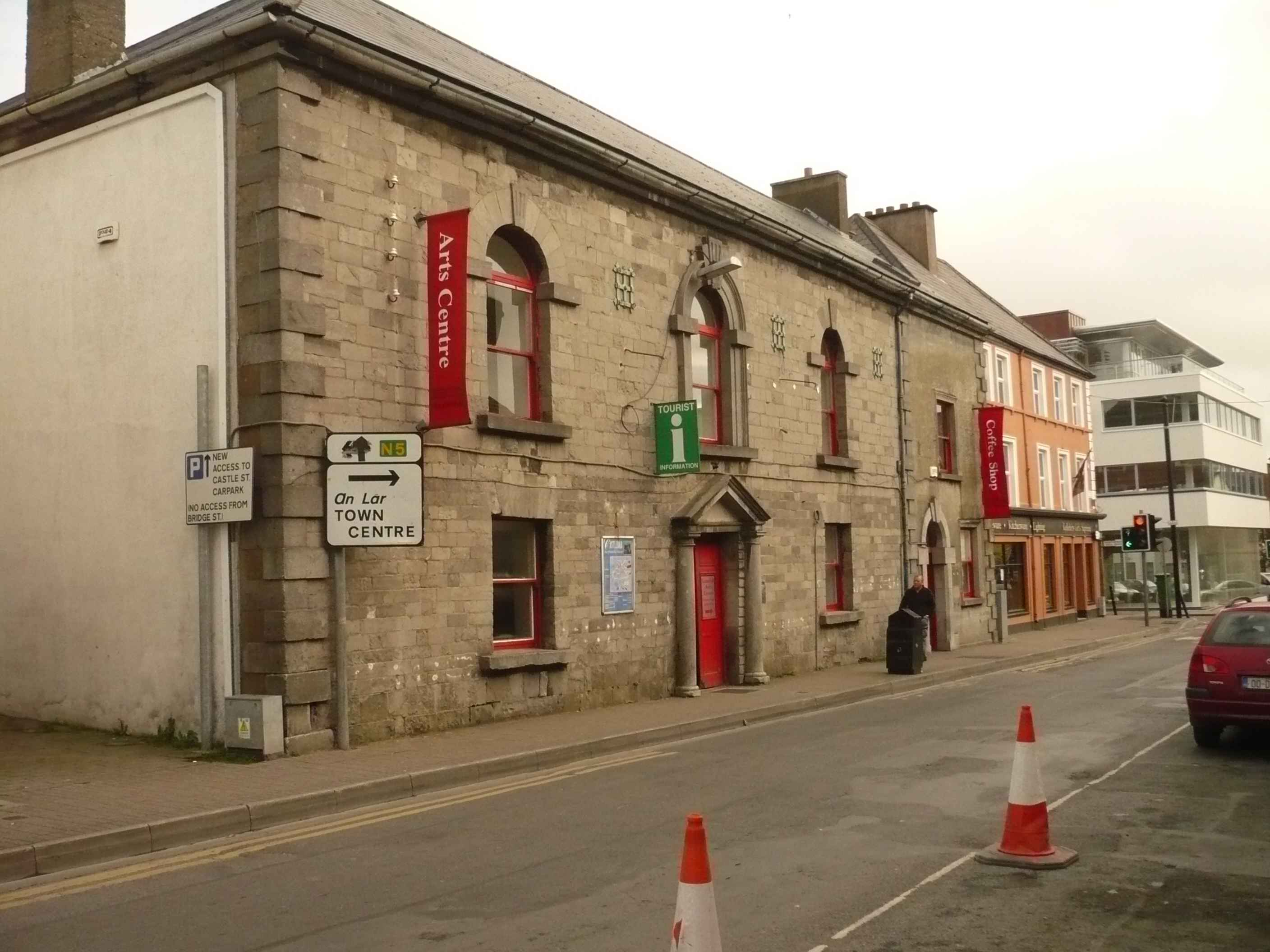
Budynek Linenhall w 2009 roku

Odrębnym przedsięwzięciem jest Centrum Sztuki Linenhall. Ma ono na celu organizację wydarzeń artystycznych o lokalnym i międzynarodowym znaczeniu, oraz zwiększanie szans rozwoju dla osób działających w regionie. Linenhall rozpoczęło swą działalność w 1976 roku w kościele Metodystów jako Centrum Edukacji. Początkowo organizowano tam wystawy zbiorów z Muzeum Narodowego, jednak stosunkowo szybko Centrum zaczęło rozwijać swój własny program. Po 10 latach działalności przeniesiono się do budynku Linen Hall, by od 1990 roku funkcjonować jako Centrum Sztuki Linenhall.

### The Royal Theatre and Event Centre
Miasto dysponuje własnym, dużym teatrem. Budynek może pomieścić ponad 6000 osób, w tym 2200 to miejsca siedzące i około 4000 stojących, co stwarza tym samym możliwości przeprowadzania dużych projektów artystycznych.

## Miasta partnerskie
- Höchstadt an der Aisch, Niemcy
- Peekskill (Nowy Jork), Stany Zjednoczone
- Auray, Francja
- Ballymena, Irlandia Północna
- Ankona, Włochy